# علم الدم الشرعي

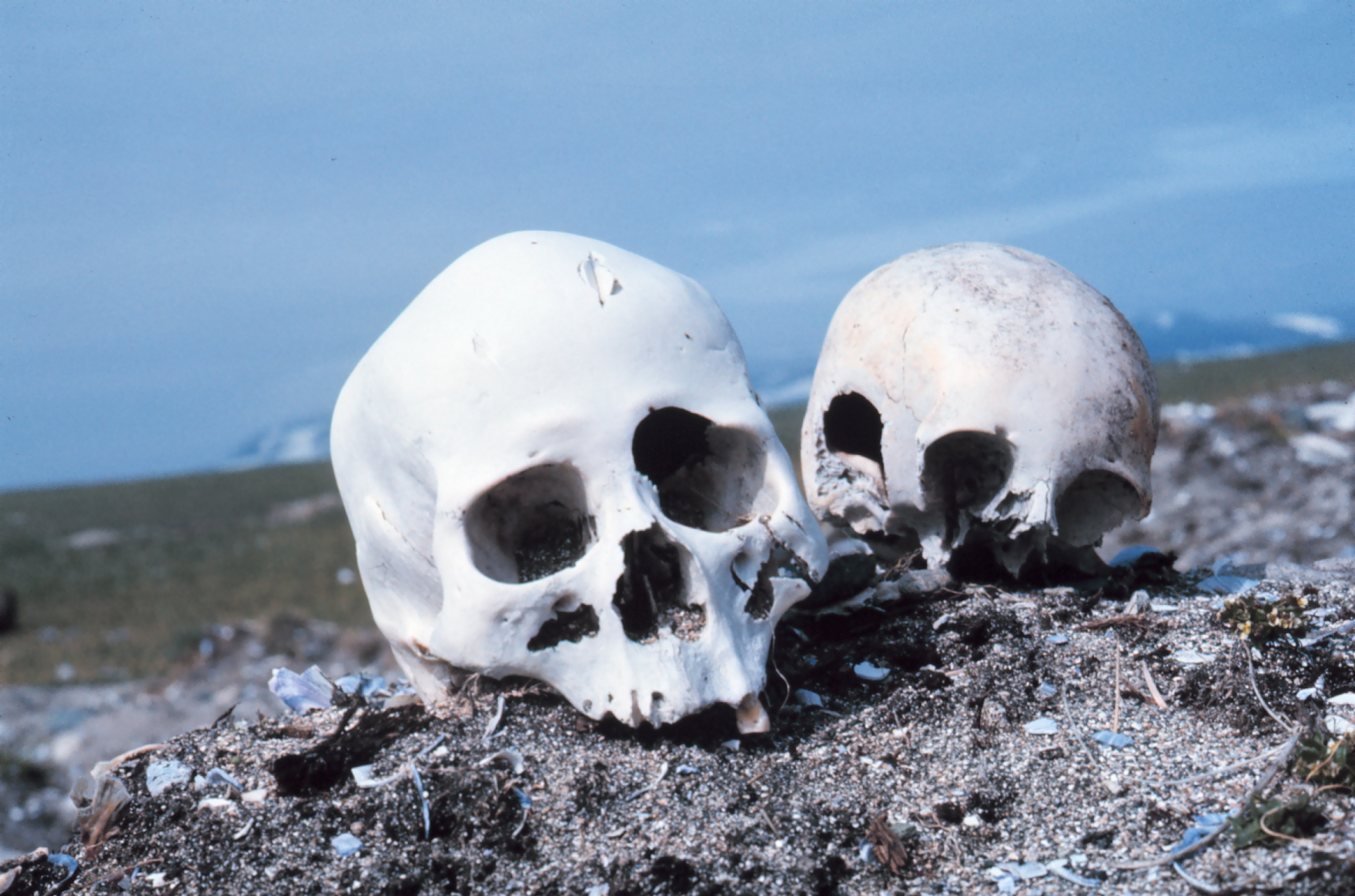

علم الدم الشرعي هو حقل فرعي لعلم النبات الشرعي، الذي يفحص وجود الدياتومات في عينات [[ل ونفمغمفمغ
ململمتتبنت مسرح جريمة|مسرح الجريمة]] والضحايا. وتستخدم أساليب مختلفة لجمع هذه البيانات ولكن جميعها تحدد نسب مستعمرات دياتوم المختلفة الموجودة في العينات وتطابق تلك العينات مع المواقع في مسرح الجريمة.

## استخدام الدياتومات
الدياتومات هي الطحالب المجهرية المتنوعة مع جدران خلايا السيليكا التي لها خصائص مختلفة مثل اللون والشكل والحجم. هناك 8000 نوع معروف من الدياتومات (دون الأخذ في الاعتبار تنوع الأنواع الفرعية التي متخصصة داخل بيئاتها المحددة). لا تحتوي الدياتومات على أنسجة متخصصة في المغذيات والمياه، مما يؤثر على تشتتها في جميع النظم الإيكولوجية. وتسكن هذه الكائنات المجهرية أساسا بيئات المياه العذبة بسبب عدم قدرتها على البقاء على قيد الحياة مع عوامل التنظيف الموجودة في مصادر المياه المنزلية. 

## فوائد الدياتومات
ويمكن التعرف على الدياتومات على أساس كل نوع جدران خلايا السيليكا فريدة من نوعها وتختلف تبعا لبيئتها. لأن لديهم خصائص محددة دياتومات خلق ملامح النباتات للعلماء. عندما تموت هذه الطحالب المجهرية، تصبح frustules (جدران خلايا السيليكا) جزءًا من رواسب المياه. وجود frustules تمكن العلماء لمقارنة جدران الخلايا من الكائنات الحية المتوفى مع دياتومات الحية لتحديد خصائص بيئتهم. في أوائل الربيع والخريف نسبة الدياتومات الحية إلى دياتومات الميت مرتفع، في حين أن، في الصيف والشتاء كمية دياتومات القتلى يسكن الأحياء. استنادا إلى هذه المعلومات المعروفة دياتومات يمكن التحقق من الوقت من السنة عينات أخذت. أنواع مختلفة من الدياتومات يمكن أيضا تحديد خصائص النظام الإيكولوجي العينات. على سبيل المثال، كلما كانت نسبة التأق (نوع الدياتوم الأفلاطوني) أعلى، كلما ارتفع تركيز الغطاء النباتي والمياه الضحلة، ولكن كلما ارتفعت نسبة الكريسوفيت الموسّح ة العينة، يعني أن بيئة ذلك الكائن الحي تحتوي على مياه أكثر انفتاحاً. يمكن لعلماء الطب الشرعي إنشاء علامات متباينة على البيئات في المنطقة التي يجمعون البيانات على أساس معدل النمو السكاني الدياتومات، الذي يتأثر بالملوثات في مصادر المياه لديهم لأن الأنسجة البسيطة من الدياتومات جعلها تغييرات بيئية حساسة. السبب دياتومات أداة مشتركة لمطابقة بيئات المياه بسبب تقلب سكانها يمكن التنبؤ بها وثابتة، ويمكن تحديد الكائنات الحية باستخدام المجهر الخفيف، وجدران خلايا السيليكا الخاصة بهم تسمح للحفاظ عليها. 

## مساوئ الدياتومات
ومن بين 771 حالة في عام 2001، كانت نسبة 28 في المائة فقط من حالات الغرق في المياه العذبة. الدياتومات الحية لا تسكن مصادر المياه المحلية، مما يحد من الحالات التي يمكن استخدام الدياتومات لإنشاء ملامح النباتات أو تقديرات وقت الموت. يمكن أن تبين الدياتومات فقط متى أو أين تم العثور على أدلة في بعض الحالات وليس وقت الوفاة إذا لم يكن هناك عينة سوائل الجسم المتاحة لجمعها. إذا تم وضع الجسم في المياه العذبة بعد الوفاة ثم لا يمكن استخدام الدياتومات لتقييم وقت الوفاة. دون استنشاق المياه وبعض الدورة الدموية الموجودة في الضحية، لن تكون الدياتومات قادرة على دخول نظام السنق ومجرى الدم مما يجعل من الصعب استخراج عينة موثوقبها. وثمة مسألة أخرى مع استخدام الدياتومات من أجل توفير الدعم الإثباتي هو أن الدياتومات يمكن العثور عليها أيضا على الملابس، في الطعام والشراب، أو الهواء. في دراسة أجراها سبيتز وشنايدر في عام 1964، تمت تصفية 500 متر مكعب من الهواء لمدة ثلاثة أيام في أبريل وكان هناك ما بين 662 و 1564 دياتومات فردية موجودة على الفاط. لأن الجسم يمكن أن يحافظ على هذه الطحالب المجهرية، وجود دياتومات قد لا يكون فقط على الضحية أو المشتبه به من خلال علاقتهم بمسرح الجريمة، مما يؤثر على موثوقية النتائج التي تم جمعها من مكان الحادث. ويمكن أيضا أن يتم تدمير الدياتومات على أساس الماكياج البيولوجي للجسم الذي يواجهه، وهذا يمكن أن يؤثر على النتائج في التحقيق الجنائي. 

## اختبار دياتوم
من أجل استخدام اختبار الحجاب الحاجز هناك بعض المبادئ التوجيهية التي يجب على العلماء اتباعها. للحصول على نتيجة أكثر دقة يجب أن يكون هناك ما لا يقل عن 20 دياتومات في عينة 100 ميكرولتر. عند التعامل مع اختبار على جسم الإنسان وجود 5 دياتومات كاملة من أكثر من 2 أعضاء مختلفة سوف تعطي أيضا تشخيص إيجابي. تؤخذ العينات من نخاع العظام أو الرئة أو الطحال أو الكبد أو الكلى أو أنسجة الدماغ أو من المنطقة التي تم اكتشاف الجريمة فيها أو وقوعها. 

## اختبار الجسم
عندما يكون الجسم قد غرق دياتومات تذهب إلى الرئتين ومن ثم يتم تعميمها على الأعضاء الداخلية الأخرى من خلال دوران الأفراد. عالم الطب الشرعي سيستخرج 100 غرام من عينة نسيج أو نخاع عظمي من عظم الفخذ الذي لا يزال ملتصقاً بالضحية هناك العديد من الطرق المختلفة لاستخراج الدياتومات ولكن الطريقة الأكثر استخداما هو الهضم الحمضي. يتم الاعتراف بهذه الطريقة في جميع أنحاء العالم، وأقل تكلفة، ويستغرق وقتا أقل للحصول على نتائج. العلماء يغلي العينة ومن ثم إضافة 50 مل من محلول حمض النيتريك. لون الخليط سوف تتحول من الأصفر إلى شفافة. بعد 48 ساعة عندما وصلت العينة إلى درجة حرارة الغرفة يتم طردها المركزي، مما يسمح للمادة العضوية بالأكسدة تمامًا، ويتم استخراج البيليه، وخلطه بالماء المقطر، وفحصها على شريحة. يتم حساب نسب العينة المختلفة من الدياتومات، مما يسمح للعلماء لمطابقة المنطقة التي دخلت فيها الضحية الماء. 

## اختبار عينة
ويمكن أيضا اختبار المواد المأخوذة من الضحايا أو المشتبه فيهم أو مسرح الجريمة لمطابقة المواقع التي تستمد منها العينات. يتم وضع المنتجات البيئية، مثل الطين، في أنبوب اختبار مع حمض الكبريتيك ومحلول ثنائي اللون البوتاسيوم لمدة 24 ساعة. بعد الطرد المركزي، ثم يتم وضعه في حمام الماء المغلي لمدة ساعة. بعد استخراج بيليه يتم خلطه بالماء المقطر وتركيبه على شريحة مع Hyrax. عندما اختبار diatom على عينة العضوية العلماء استخدام المجهر المرحلة التباين. أثناء مراقبة الدياتومات يتم تفهي وتنظيمها على أساس أنواعها المختلفة. نسبة عينة محددة من الدياتومات في الماء سيكون لها نسبة مماثلة إلى العينة التي يتم أخذها من الموقع حيث تم نقل الدياتومات. العلماء استخدام هذا لمطابقة المواد والناس إلى مواقع محددة في مسرح الجريمة. ومن الأمثلة على استخدام هذا الاختبار في كونيتيكت، تموز/يوليه 1991. وكان صبيان يصطادان السمك على طول النهر عندما كانا مقيدين، وضربا بمضرب بيسبول، وحاولا الغرق على يد ثلاثة فتيان مراهقين آخرين. الأولاد هربوا للذهاب للإبلاغ عن الهجوم. وأخذ علماء الطب الشرعي ملابس الضحايا وملابس المشتبه فيهم الذين تعرف عليهم الصبيان. في كلية كونيتيكت خضعت العينات المأخوذة من الملابس ومسرح الجريمة لاختبار الحجاب الحاجز ثم تم تحليلها. وأظهرت ملاحظة العينات أن نسب أعداد الطحالب من كل عينة كانت متشابهة بنحو 80 في المائة. كما طُبق نهج وظيفة النقل على هذه الحالة واعتُبرت ثلاثة أنواع محددة من أونوتيا فريدة من نوعها في مسرح الجريمة. تم العثور على جميع الأنواع الثلاثة في كل من ملابس الضحية والمشتبه به. ثم استخدمت النتائج للحصول على اعترافات من المشتبه فيهم. 

## تقدير وقت الوفاة
عند استخدام اختبار دياتوم، يلاحظ العلماء كمية الدياتومات الموجودة على الكائن الحي وقد يتمكنون من تقدير وقت الموت المعمم. إذا كان هناك أقل من 20 نوعا مختلفا من الدياتومات المستعمرة، ثم وفاة الكائن الحي يمكنت أن يكون في غضون 7 إلى 12 يوما السابقة، ولكن، إذا كان هناك أكثر من 50 مستعمرات مختلفة من الدياتومات ثم يتم تحديد أن الموت ربما حدث قبل عدة أسابيع. بعض الانسيا من الدياتومات تضيق الإطار الزمني إلى تواريخ أكثر دقة. على سبيل المثال، الطحالب Ankistrodesmus هو نوع من diatom التي لا تبدأ في استعمار على كائن حي حتى 30 يوما بعد وفاته. ويشار إلى هذا التصنيف أيضا باسم «المستعمرين المتأخرين».

## طرق الاستخراج
عند استخدام '''طريقة الهضم''''' يضيف العلماء حمض الكبريتيك إلى العينة، واسمحوا الجلوس لمدة 48 ساعة، والطرد المركزي، ومزيج مع الماء المقطر، وجبل على الشريحة للفحص. لأن هذه الطريقة لديها أقل عدد من الخطوات، فإنه يعطي العلماء نتائج أسرع وأقل تكلفة. يتم استخدام طريقة "Soluene-350" فقط لعينات المياه العذبة. يتم خلط العينة مع الفورماتين، وشطفوها والطرد المركزي ثلاث مرات مع الماء المقطر. ثم إزالة الكريات من أنبوب الاختبار وأضاف مع 8ml من سولوين-350، واحتضنت في 50 درجة مئوية لمدة 2 ساعة، طرد مركزي مرة أخرى، وشنت أخيرا على شريحة. يستخدم '''الأسلوب الأنزيمي'' لعينات الأنسجة وبسبب استخدام المواد الكيميائية الإنزيميعتبر طريقة آمنة بيئيا ولها نسبة أقل من الضرر diatoms التي تم جمعها من طريقة هضم الأحماض. يتم إضافة حمض النيتريك المركز وProteinase-K ، أو بيروكسيد، إلى العينة لمدة 12 ساعة، والطرد المركزي مرتين، وشطفه بالماء المقطر، ثم تركيبه على شريحة مع Naphrax. باستخدام هذا الشكل من الاستخراج، يمكن للمراقبين استخدام المجهر الخفيف عند فحص النتائج. يتم استخدام «طريقة تصفية الغشاء» عندما يكون هناك وجود دياتومات تالفة في العينة (نتيجة للملوثات) أو المواد غير العضوية. يتم أخذ دم الضحية وتصفيته من خلال كبريتات دوديسيل الصوديوم وأغشية النيتروسيلولوز مع أحجام المسام المتناقصة. ثم يتم تجفيف الأغشية وتصفيتها بالماء المقطر. بعد تجفيفقطع الغشاء التي تصفية الدم يتم فحصها للدياتومات وحبوب اللقاح. '''السيليكا الغروية التدرج طريقة الطرد المركزي'' يمكن استخدامها مع عينات الكبد والرئة. يتم إضافة الأنسجة التي تم جمعها إلى محلول محلول ملاخط، والطرد المركزي في درجة حرارة 12 درجة مئوية، ثم تضاف إلى الماء المقطر ثم يتم تركيبها على شريحة وملاحظتها. '''طريقة الرماد الجاف'' يمكن تطبيقها فقط على عينة نخاع العظم. يتم أخذ خمسة غرامات من النخاع من الضحية لوضعها في محلول حمض النيتريك ثم بونت في فرن يسمح بالإفراج عن الدياتومات ليتم تحليلها بعد ذلك. 

## نهج وظيفة النقل
من أجل تحديد موثوقية الاستنتاج، يستخدم العلماء نهج وظيفة النقل. العينة المأخوذة من مسرح الجريمة مطابقة مع موقع في مسرح الجريمة على أساس نسبة أنواع الدياتوم الموجودة. لأن الدياتومات يمكن أيضا أن تكون في الهواء ونقلها إلى الناس من خلال الاتصال، والتنفس، وتناول الطعام، وشرب علماء الطب الشرعي تريد إنشاء خط الأساس أو في المئة من الخطأ. وتؤخذ عينات من ملابس وأغراض المشتبه فيهم وحول منطقة مسرح الجريمة ثم يجري اختبارها لمعرفة نسبة مستعمرات دياتوم الموجودة قبل وقوع الحادث المزعوم. أنواع محددة من الدياتومات ستكون شائعة فقط للعينة المأخوذة من مسرح الجريمة. وإذا كان الشخص أو الجسم في مسرح الجريمة، فينبغي أن يكون وجود تلك الضريبة المحددة على العينة المأخوذة من المشتبه فيهم أو المواد. بعد حساب نسبة العلماء ثم عبر فحص أوجه التشابه. إذا كانت هناك مستعمرات دياتوم موجودة في كل من المشهد وفي العينة التي تختلف عن عينات خط الأساس ثم يخلص المعلومات قابلة للحياة. 

## قاعدة بيانات دياتوم
في عام 2006، بدأ العلماء في إنشاء قاعدة بيانات diatom. إنه «نظام بصمات الأصابع» للدياتومات. يتعرف الكمبيوتر على أنواع الدياتوم المختلفة استنادًا إلى خصائص الشكل واللون. ويكون في النظام فرز المستعمرات الموجودة في عينة، فضلا عن تفضيلات النباتات لمستعمرات الدياتوم حتى يتمكن العلماء من الوصول إلى المعلومات. ولكن، اعتبارا من عام 2012، لم تكتمل قاعدة البيانات ولا تستخدم في المحاكم. 

## التطبيق القانوني
اعتبارا من عام 2012، تستخدم نسبة مئوية صغيرة من علم الدم الشرعي كأدلة في المحاكم. وجود الدياتومات في الهواء والطعام والشراب والاتصال الوثيق ليس متغيرًا بما يكفي ليكون دليلًا داعمًا في تحديد مواقع الأحداث. ومع ذلك، يتطلب التحقيق استخدام علم الدم الشرعي من أجل تقدير وقت الوفاة، ومكان الغرق، وتحديد المشتبه فيه. إذا لم يتم استخدام نتائج علم الدم الشرعي في الملاحقة القضائية، يتم استخدام النتائج لفهم الجريمة. 